# Saint-Priest-la-Plaine
 Saint-Priest-la-Plaine  là một xã thuộc tỉnh Creuse trong vùng Nouvelle-Aquitaine miền trung nước Pháp. Xã này nằm ở khu vực có độ cao trung bình 450 mét trên mực nước biển.